# グリズリーズ・スタジアム
グリズリーズ・スタジアム（Grizzlies Stadium）は、アメリカのカリフォルニア州フレズノにある野球場。サンフランシスコ・ジャイアンツ傘下AAAフレズノ・グリズリーズの本拠地である。
フレズノのダウンタウン再開発計画の中核として4600万ドルをかけて建設された。

## 注
1. ↑  “Site Work at Stadium to Begin”. Fresno Bee. (2000年8月8日) 2012年2月6日閲覧。
2. 1 2  “Stadiums Under Construction”. SportsBusiness Journal. (2002年3月4日) 2011年9月14日閲覧。
3. ↑  ASDi - Advanced Structural Design, Inc. - Specialty Projects
4. ↑  Sports Facilities - FSC Inc

- “Chukchansi Park”.   Minor League Baseball (2008年11月19日). 2010年9月28日閲覧。
- “Chukchansi Park: Full Stadium Rental”.   Chukchansi Park (2008年11月19日). 2010年9月28日閲覧。